# Andrea Montermini
Andrea Montermini (Sassuolo, Italija, 30. svibnja 1964.) je talijanski vozač automobilskih utrka. 
Prije nego što se počeo natjecati u Formuli 3000, Montermini se natjecao u Formuli 3 1989. U Formuli 3000 proveo je tri sezone, od 1990. do 1992. Ostvario je tri pobjede, a 1992. bio je doprvak. Od 1993. do 1995. povremeno je nastupao u američkoj CART seriji. U Formuli 1 debitirao je 1994. na Velikoj nagradi Španjolske za momčad Simtek, kao zamjena za poginulog Rolanda Ratzenbergera.  U kvalifikacijama, Montermini je doživio teški sudar, te zadobio ozbiljne ozljede. Bio je to njegov jedini nastup te sezone. U sezoni 1995. je vozio za momčad Pacific, a 1996. za momčad Forti. U obje sezone nije uspio osvojiti bodove. Na utrci 24 sata Le Mansa natjecao se 1998. i 1999.

## Vanjske poveznice
- Andrea Montermini na racing-reference.com
- Andrea Montermini F1 statistika na statsf1.com